# Осередок (Емецкое сельское поселение, у реки Ваймуга)
Осерёдок — деревня в Холмогорском районе Архангельской области.

## География
Находится в центральной части Архангельской области на расстоянии приблизительно 11 км на запад-северо-запад от села Емецк на правом берегу реки Ваймуга.

## История
В 1939 году была отмечена как деревня Котовского сельсовета Емецкого района. До 2022 года входила в Емецкое сельское поселение до его упразднения.

## Население
Численность населения: 22 человека в 2019 году.